# 义慈惠石柱
义慈惠石柱，位于中华人民共和国河北省保定市定兴县石柱村，始建于北齐，是纪念镇压葛荣起义的纪念柱。该石柱为石灰岩材质，通高7米，分为柱身和石屋两部分，柱身上刻有4000余字的铭文，记载了建柱的缘由和相关人物。1961年，义慈惠石柱被列为全国重点文物保护单位。

## 历史
北魏孝昌年间，葛荣、杜洛周等人在幽州、燕州、冀州、殷州一带举兵起义，被镇压后，幽州百姓将部分起义军的尸骨合葬一处，并在丛葬处立起一根木柱。北齐时当地政府将木柱改为石柱，并作为此次起义覆灭的纪念柱。1956年，义慈惠石柱以“北齐石柱”一名列为河北省文物保护单位:22，不久之后，石柱外被加盖了一座保护亭。1961年，义慈惠石柱被列为全国重点文物保护单位。1990年，文物部门对义慈惠石柱进行了重修，主要修复了表面风化、裂痕、倾斜等病害。2011年，义慈惠石柱外的保护亭得以加固翻修。

## 结构
义慈惠石柱位于河北省定兴县石柱村的一座小土丘上，通高7米，整体材质为石灰岩，分为柱身和石屋两个部分。柱身位于下部，底部为一块边长2米的近似正方形的大石作为基础，基础上方为一块直径1.23米、高55米的覆莲柱础。覆莲上方为柱身，高4.5米，柱身平面呈八角形，正东、正西、正南、正北四个方向底部宽0.4米，其余四面宽0.2米，整个柱子向上微微收分。柱身上刻有4000余字，其中铭文3000余字，纪录兴建石柱的来由。柱身顶部留有一个平面，刻有“标异乡义慈惠石柱颂”九个大字，大字下还有“元造义王兴国义主路和仁”，以及元乡葬十五人田市贵等人的名字，下方留有“大齐大宁二年四月十七日省符下标”等字的题记，题记总共近1000字。柱身上方为一块盖板，盖板上方为一座小石屋，面阔三间，进深两间，单檐庑殿顶，外表刻出檐椽、角梁、斗、栏额、柱子、窗框，前后正中还刻有佛像。:62-63